# Borjine
Borjine est une petite ville tunisienne située dans la banlieue sud de M'saken.
L'histoire de Borjine remonte à l'époque antique. Ainsi, des chercheurs de l'Institut national du patrimoine y ont découvert en 2009 une série de fours en céramique antique. La ville est aussi connue pour ses champs étendus d'oliviers et sa production d'huile d'olive.
Par ailleurs, de nombreuses entreprises industrielles (textile, aéronautique avec Avionav et briqueterie) se sont progressivement installées dans la ville, et ce à partir des années 1990.